# Love Myself
"Love Myself" is de debuutsingle van de Amerikaanse actrice en zangeres Hailee Steinfeld. De single is geschreven door Julia Michaels, Justin Tranter, Oscar Holter, Mattias Larsson en Robin Fredriksson. "Love Myself" kwam uit op 7 augustus 2015 en is ook de leadsingle van haar EP Haiz.

## Muziekvideo
De bijhorende muziekvideo, geregisseerd door Hannah Lux Davis, kwam uit op 14 augustus 2015. In de video is Steinfeld te zien, die danst door de straten van Los Angeles.

## Tracklijst
| Nr. | Titel       | Duur |
| --- | ----------- | ---- |
| 1.  | Love Myself | 3:38 |

## Hitnoteringen

### Nederlandse Top 40
| Positie: | 29 | 27 | 28 | 28 | 27 | 26 | 27 | 31 | 35 | 38 | uit |

### NederlandseSingle Top 100
| Hitnotering: 19-09-2015 t/m 05-03-2016 | Hitnotering: 19-09-2015 t/m 05-03-2016 | Hitnotering: 19-09-2015 t/m 05-03-2016 | Hitnotering: 19-09-2015 t/m 05-03-2016 | Hitnotering: 19-09-2015 t/m 05-03-2016 | Hitnotering: 19-09-2015 t/m 05-03-2016 | Hitnotering: 19-09-2015 t/m 05-03-2016 | Hitnotering: 19-09-2015 t/m 05-03-2016 | Hitnotering: 19-09-2015 t/m 05-03-2016 | Hitnotering: 19-09-2015 t/m 05-03-2016 | Hitnotering: 19-09-2015 t/m 05-03-2016 | Hitnotering: 19-09-2015 t/m 05-03-2016 | Hitnotering: 19-09-2015 t/m 05-03-2016 | Hitnotering: 19-09-2015 t/m 05-03-2016 | Hitnotering: 19-09-2015 t/m 05-03-2016 | Hitnotering: 19-09-2015 t/m 05-03-2016 | Hitnotering: 19-09-2015 t/m 05-03-2016 | Hitnotering: 19-09-2015 t/m 05-03-2016 | Hitnotering: 19-09-2015 t/m 05-03-2016 | Hitnotering: 19-09-2015 t/m 05-03-2016 | Hitnotering: 19-09-2015 t/m 05-03-2016 | Hitnotering: 19-09-2015 t/m 05-03-2016 | Hitnotering: 19-09-2015 t/m 05-03-2016 | Hitnotering: 19-09-2015 t/m 05-03-2016 | Hitnotering: 19-09-2015 t/m 05-03-2016 | Hitnotering: 19-09-2015 t/m 05-03-2016 | Hitnotering: 19-09-2015 t/m 05-03-2016 |
| Week:                                  | 1                                      | 2                                      | 3                                      | 4                                      | 5                                      | 6                                      | 7                                      | 8                                      | 9                                      | 10                                     | 11                                     | 12                                     | 13                                     | 14                                     | 15                                     | 16                                     | 17                                     | 18                                     | 19                                     | 20                                     | 21                                     | 22                                     | 23                                     | 24                                     | 25                                     |                                        |
| -------------------------------------- | -------------------------------------- | -------------------------------------- | -------------------------------------- | -------------------------------------- | -------------------------------------- | -------------------------------------- | -------------------------------------- | -------------------------------------- | -------------------------------------- | -------------------------------------- | -------------------------------------- | -------------------------------------- | -------------------------------------- | -------------------------------------- | -------------------------------------- | -------------------------------------- | -------------------------------------- | -------------------------------------- | -------------------------------------- | -------------------------------------- | -------------------------------------- | -------------------------------------- | -------------------------------------- | -------------------------------------- | -------------------------------------- | -------------------------------------- |
| Positie:                               | 96                                     | 91                                     | 72                                     | 70                                     | 52                                     | 51                                     | 47                                     | 37                                     | 38                                     | 46                                     | 43                                     | 39                                     | 37                                     | 44                                     | 45                                     | 63                                     | 39                                     | 41                                     | 41                                     | 43                                     | 56                                     | 69                                     | 83                                     | 85                                     | 93                                     | uit                                    |

### 3FM Mega Top 50
| Hitnotering: 24-10-2015 t/m 13-02-2016 | Hitnotering: 24-10-2015 t/m 13-02-2016 | Hitnotering: 24-10-2015 t/m 13-02-2016 | Hitnotering: 24-10-2015 t/m 13-02-2016 | Hitnotering: 24-10-2015 t/m 13-02-2016 | Hitnotering: 24-10-2015 t/m 13-02-2016 | Hitnotering: 24-10-2015 t/m 13-02-2016 | Hitnotering: 24-10-2015 t/m 13-02-2016 | Hitnotering: 24-10-2015 t/m 13-02-2016 | Hitnotering: 24-10-2015 t/m 13-02-2016 | Hitnotering: 24-10-2015 t/m 13-02-2016 | Hitnotering: 24-10-2015 t/m 13-02-2016 | Hitnotering: 24-10-2015 t/m 13-02-2016 | Hitnotering: 24-10-2015 t/m 13-02-2016 | Hitnotering: 24-10-2015 t/m 13-02-2016 | Hitnotering: 24-10-2015 t/m 13-02-2016 | Hitnotering: 24-10-2015 t/m 13-02-2016 | Hitnotering: 24-10-2015 t/m 13-02-2016 | Hitnotering: 24-10-2015 t/m 13-02-2016 |
| Week:                                  | 1                                      | 2                                      | 3                                      | 4                                      | 5                                      | 6                                      | 7                                      | 8                                      | 9                                      | 10                                     | 11                                     | 12                                     | 13                                     | 14                                     | 15                                     | 16                                     | 17                                     |                                        |
| -------------------------------------- | -------------------------------------- | -------------------------------------- | -------------------------------------- | -------------------------------------- | -------------------------------------- | -------------------------------------- | -------------------------------------- | -------------------------------------- | -------------------------------------- | -------------------------------------- | -------------------------------------- | -------------------------------------- | -------------------------------------- | -------------------------------------- | -------------------------------------- | -------------------------------------- | -------------------------------------- | -------------------------------------- |
| Positie:                               | 49                                     | 32                                     | 23                                     | 22                                     | 23                                     | 24                                     | 23                                     | 28                                     | 30                                     | 30                                     | 29                                     | 33                                     | 31                                     | 38                                     | 31                                     | 37                                     | 45                                     | uit                                    |